# UFO (フォークグループ)
UFO（ユーフォー）とは、1977年に結成された日本のアマチュアフォークグループである。因島出身の3人が結成し、1981年にNHK『みんなのうた』で「因島想春譜」が放送されてからは、テレビやラジオに活躍の場を広げていた。1988年、第2回因島文化功労賞を受賞。1990年代に活動が自然消滅状態となったが、節目の年には因島でコンサートを開いている。

## メンバー
- 槙 茂雄（1948年（1949年?）-）　ボーカル＆ベース＆リーダー
- 宮地 良次（1952年（1953年?）-)　メインボーカル＆ギター
- 柏原 直行（1952年（1953年?）-）　ボーカル＆ギター
  - 生年は2002年3月の年齢より推定したものである。

## 概要
因島市（現・尾道市）出身の槙茂雄、宮地良次、柏原直行の3人がそれぞれ大阪や東京の大学を卒業し、造船関連企業にＵターン就職した後の1977年に結成。
1981年、NHK広島放送局が募集した『みんなのうた』で、応募数300曲の中から「因島想春譜」が最優秀に選ばれて全国放送されるとともに、ビクターからレコードデビュー。テレビやラジオに出演するなど、因島の顔となった。レコード会社からはメジャーデビューを勧められたがプロにはならず、仕事を続けながら音楽活動を続けた。
「因島想春譜」は「布刈瀬戸」、「土生港」などの因島の地名や風景を歌詞に織り交ぜ望郷の思いを歌った曲であり、地元の愛唱歌として根付いている。
1988年、第2回因島文化功労賞を受賞した。
1980年代後半に見舞われた造船不況の影響により、1990年代初めに槙が大津市の会社に転職し、宮地が横浜市の事業所に転勤したため、活動は自然消滅の状態となった。
かつてのファンから活動再開を求める声が強くなり、結成25周年となる2002年の3月1日に因島市の酒蔵で開かれた「新酒まつり」にて演奏会を開くとともに、3月21日に「因島想春譜」を含む6曲入りのミニアルバムを発表した。7月14日には因島市民会館で復活コンサートを開催し、千人収容のホールは満員となった。
2004年5月2日に起きた因島市土生町の集合住宅大火では、被災者支援のチャリティーコンサートを市民会館で開催した。
2007年9月9日、因島市民会館で結成30周年記念のチャリティーコンサートを開催した。
因島在住の柏原直行は、アマチュアバンド「アンダーグラウンド」を2004年に結成し、活動している。

## 特徴
叙情あふれた詩をシンプルなメロディに乗せて歌う。古里をテーマにした曲が多い。

## シングル
- 因島想春譜（1981年、ビクター音楽産業 KV-3009） - B面は「愛の夢」　A面・B面ともに編曲:青木望

「みんなのうた」では長らく再放送されることはなかったが、「みんなのうた発掘プロジェクト」にて映像が提供され2018年2-3月に37年ぶりに再放送されることとなった（サイドパネルつき、歌詞テロップはニュープリント）　

## ミニアルバム
- ワンズホーム（わがふるさと）（2002年3月21日） - 地元発売